# Marsupioporella
Marsupioporella is een monotypisch mosdiertjesgeslacht uit de familie van de Thalamoporellidae en de orde Cheilostomatida. De wetenschappelijke naam ervan is in 1991 voor het eerst geldig gepubliceerd door Soule, Soule & Chaney.

## Soort
- Marsupioporella whittelli (MacGillivray, 1889)